# Riudaura
Riudaura es un municipio español de la provincia de Gerona, Cataluña, situado en la comarca de la Garrocha.
Antiguamente fue llamado Ridaura, aunque la forma más antigua en que aparece documentado el topónimo es "Riodazar". Está situado en el límite con la comarca del Ripollés y cercado de montañas y bosques. Es muy visitado por excursionistas, pues tiene muchas rutas para practicar el senderismo y sus casas y calles de piedra le dan un gran tipismo.
Estuvo bajo la jurisdicción del monasterio de Ridaura y de los vizcondes de Bas. El antiguo monasterio fue erigido por el conde Wifredo I de Besalú en el año 852, en la actualidad sólo queda una torre circular.
Sus recursos económicos son la agricultura y la ganadería así como la industria textil. Recientemente está experimentando un gran auge el turismo.

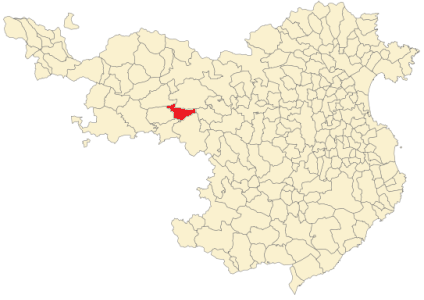
Situación de Riadaura en la provincia de Gerona

## Entidades de población
- Riudaura
- Bac d'en Déu
- Clot de la Plana
- La Fajula
- El Solei

## Demografía
Riudaura cuenta con una población de 529 habitantes (INE 2024).
| Gráfica de evolución demográfica de Riudaura entre 1842 y 2021                                                      |
| |
| Población de derecho según los censos de población del INE Población de hecho según los censos de población del INE |

| 1497 | 1515 | 1553 | 1717 | 1787 | 1857 | 1877 | 1887 | 1900 |
| ---- | ---- | ---- | ---- | ---- | ---- | ---- | ---- | ---- |
| 31   | 25   | 24   | 522  | 971  | 913  | 1096 | 1111 | 955  |

| 1910 | 1920 | 1930 | 1940 | 1950 | 1960 | 1970 | 1981 | 1990 |
| ---- | ---- | ---- | ---- | ---- | ---- | ---- | ---- | ---- |
| 943  | 950  | 823  | 752  | 710  | 638  | 629  | 426  | 387  |

| 1992 | 1994 | 1996 | 1998 | 2000 | 2002 | 2004 | 2006 | — |
| ---- | ---- | ---- | ---- | ---- | ---- | ---- | ---- | - |
| 372  | 383  | 389  | 390  | 417  | 413  | 406  | 417  | — |

## Monumentos y lugares de interés
- Iglesia parroquial de Santa María de Riudaura
- Iglesia de San Miguel del Mont. Año 1779
- Santuario de Font de Joan
- Espacio para el ocio y la cultura (RCR Aranda+Pigem+Vilalta)